# 离萼杓兰
离萼杓兰（学名：Cypripedium plectrochilum），为兰科杓兰属下的一个植物种。